# Teddy Bear Toss

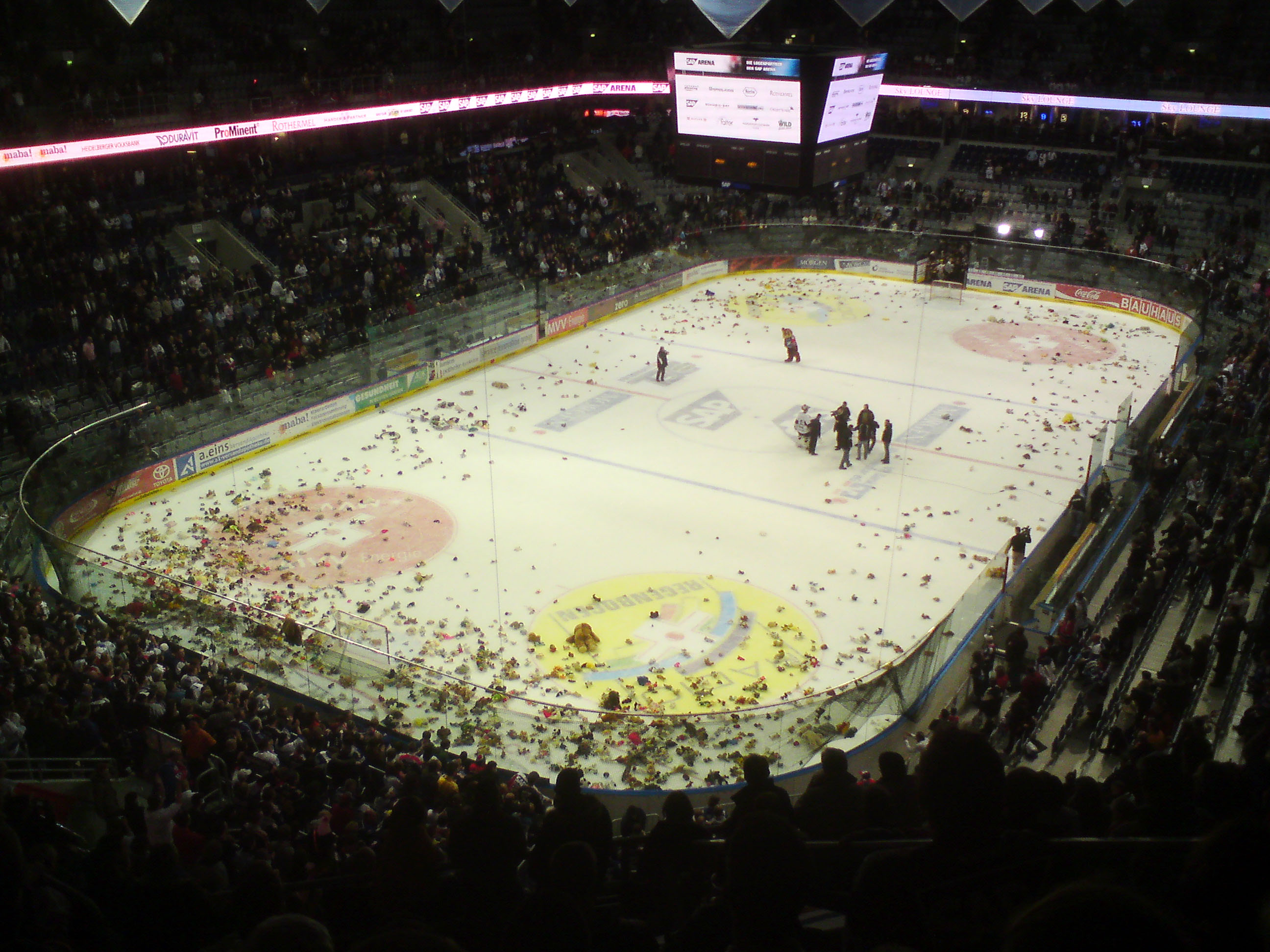
Eisfläche der SAP-Arena beim „Teddy Bear Toss“ nach dem Spiel der Adler Mannheim gegen die Augsburger Panther am 19. Dezember 2010

Der Teddy Bear Toss (englisch für Teddybär-Wurf) ist eine Aktion im Rahmen von zumeist Eishockeyspielen, vereinzelt jedoch auch anderen Mannschaftssportarten, die in der Regel in der Weihnachtszeit veranstaltet wird. Die Zuschauer werfen hierbei Teddybären und andere Plüschtiere auf die Eisfläche oder das Spielfeld.
Am weitesten verbreitet ist diese Tradition in nordamerikanischen Minor- und Junior-Ligen.

## Ablauf
Die Zuschauer werden dazu angeregt, für den Teddy Bear Toss Teddybären ins Stadion mitzubringen und diese beim ersten Tor ihrer Mannschaft oder nach dem Ertönen der Schlusssirene aufs Eis zu werfen. Im Anschluss werden die Plüschtiere aufgesammelt und an Krankenhäuser, Hilfsorganisationen und andere gemeinnützige Institutionen gespendet. Oftmals übergeben die Spieler selbst die Teddybären.

## Geschichte
Als Ursprungsort des Brauchs gilt Kitchener, Ontario, wo Fans während eines Spiels der Kitchener Rangers Teddybären aufs Spielfeld warfen. Heute ist die Tradition am weitesten verbreitet bei den Teams der Western Hockey League aus Calgary, Alberta und Portland, Oregon.
Am 25. November 2006 brachen die Fans der Portland Winter Hawks den bis dahin geltenden Rekord in WHL und CHL mit 14.361 Plüschtieren, die von den 7.485 Zuschauern aufs Eis geworfen wurden. Der Rekord wurde weniger als einen Monat später von den Fans der Calgary Hitmen gebrochen, als am 10. Dezember beim Spiel gegen die Prince George Cougars 15.540 Teddybären von den 16.380 Zuschauern auf dem Eis landeten. Am 24. November 2007 ging der Rekord zurück zu den Portland Winterhawks, deren Fans es schafften, bei einer Zuschauerzahl von 6.343 im Rahmen der insgesamt zehnten Aktion des Franchises 20.372 Teddybären auf die Eisfläche des Memorial Coliseum zu werfen. Das Tor, das zum Wurf geführt hatte, wurde allerdings aberkannt, was von den Zuschauern zunächst nicht bemerkt wurde. Sechs Tage später stellten die Fans der Lethbridge Hurricanes mit 22.736 Bären eine neue Marke auf. Wiederum nur Tage später, am 2. Dezember 2007, warfen die Fans der Calgary Hitmen 26.919 Teddybären aufs Eis – um sich acht Jahre später mit 28.815 Teddybären und anderen Plüschtieren noch einmal selbst zu übertreffen.
Am 7. Januar 2024 wurde beim 1:0 der Hershey Bears gegen die Lehigh Valley Phantoms im Giant Center 74.599 Stofftiere von der Eisfläche aufgesammelt und diese an 35 Wohltätigkeitsorganisationen gespendet.

## Galerie

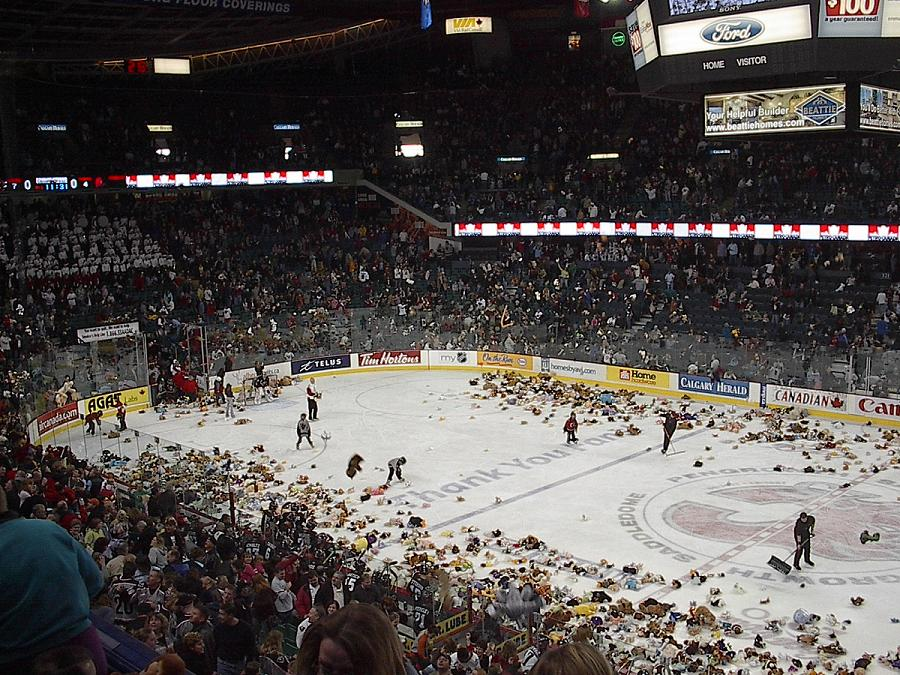
Teddy Bear Toss der Calgary Hitmen (2005)
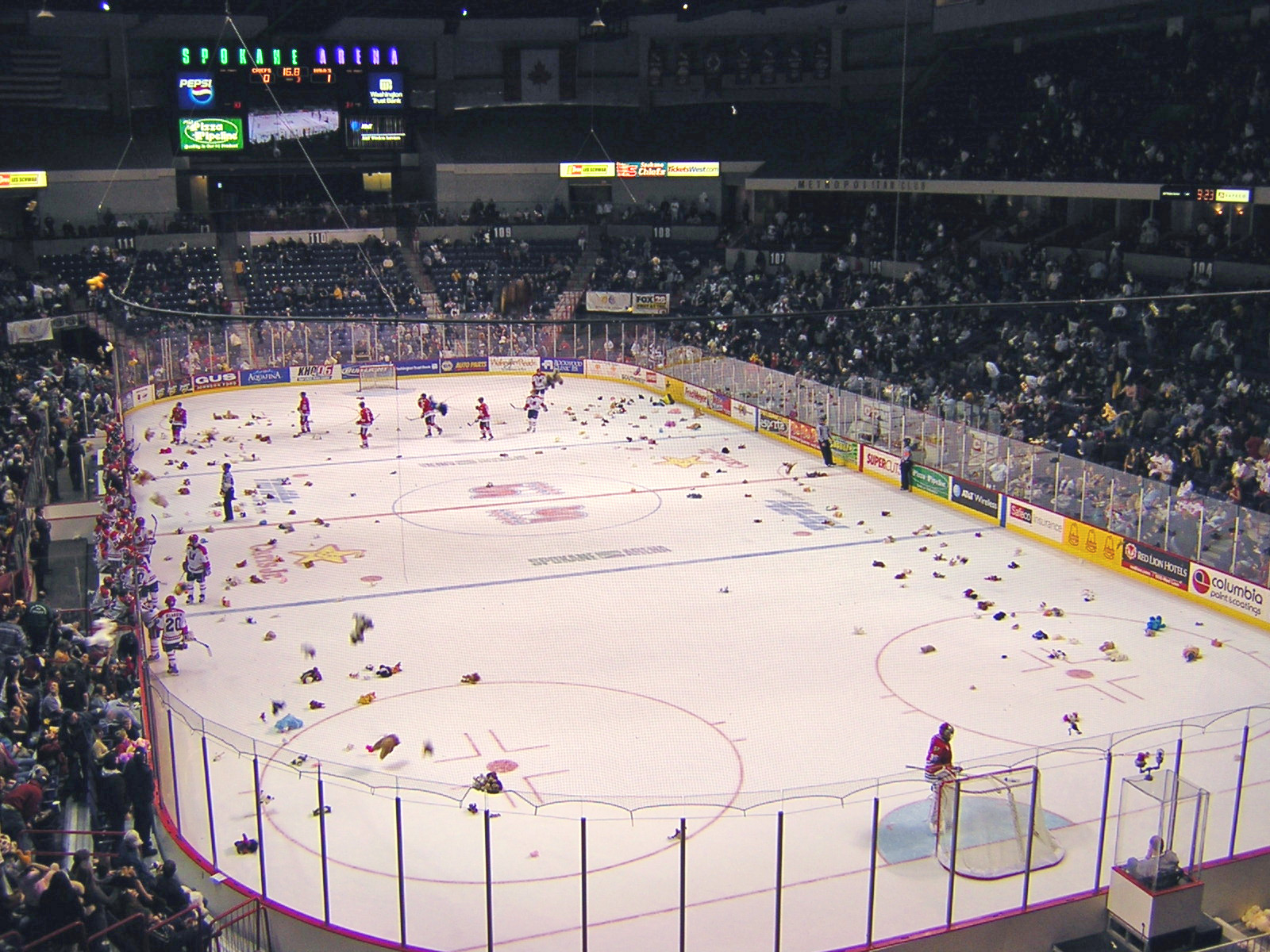
Teddy Bear Toss der Spokane Chiefs (2006)
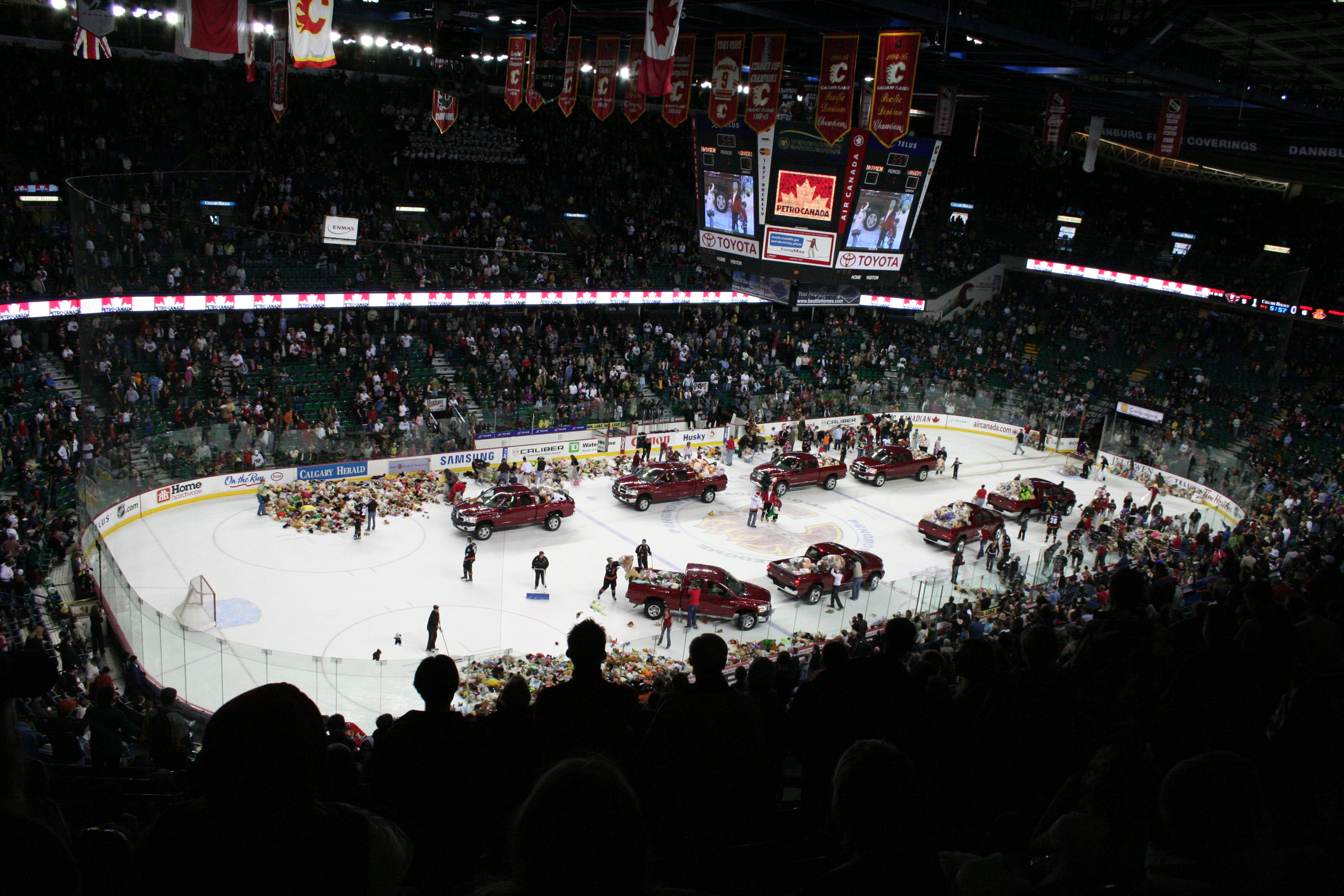
Teddy Bear Toss der Calgary Hitmen (2006)
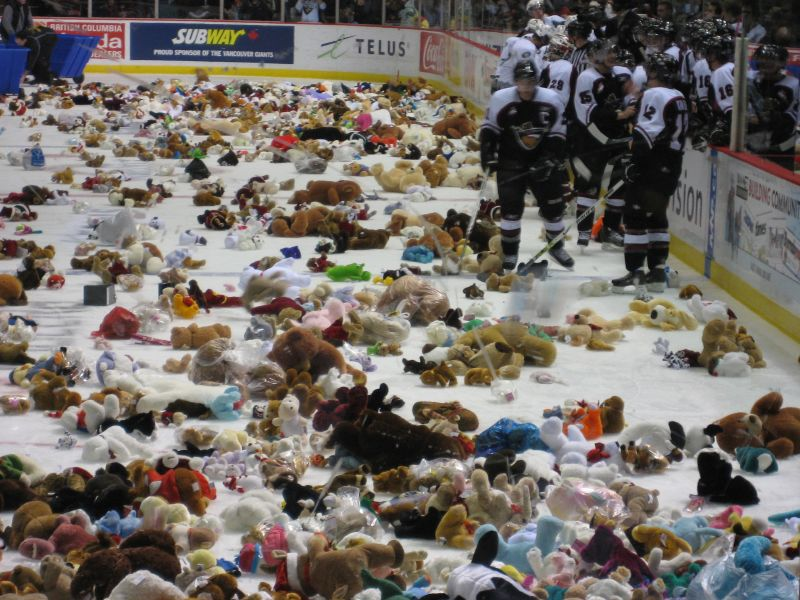
Eisfläche nach dem Teddy Bear Toss der Vancouver Giants (2006)